# Alo Bärengrub
Alo Bärengrub (Kehtna, 12 febbraio 1984) è un ex calciatore estone, di ruolo difensore.